# Мехниці (Опольське воєводство)
Мехниці (пол. Mechnice) — село в Польщі, у гміні Домброва Опольського повіту Опольського воєводства.
Населення — 1098 осіб (2011).

## Демографія
Демографічна структура станом на 31 березня 2011 року:
|          | Загалом | Допрацездатний вік | Працездатний вік | Постпрацездатний вік |
| -------- | ------- | ------------------ | ---------------- | -------------------- |
| Чоловіки | 521     | 67                 | 385              | 69                   |
| Жінки    | 577     | 92                 | 362              | 123                  |
| Разом    | 1098    | 159                | 747              | 192                  |